# Магнолія (Коломия)
Магно́лія — ботанічна пам'ятка природи місцевого значення в Україні. Розташована в межах міста Коломия Івано-Франківської області, на вул. Театральній, біля будинку № 54. 
Площа 0,01 га. Статус надано згідно з рішенням обвиконкому від 07.07.1972 року № 264. Перебуває у віданні Коломийської міської ради. 
Статус надано з метою збереження одного екземпляра декоративного дерева — магнолії.

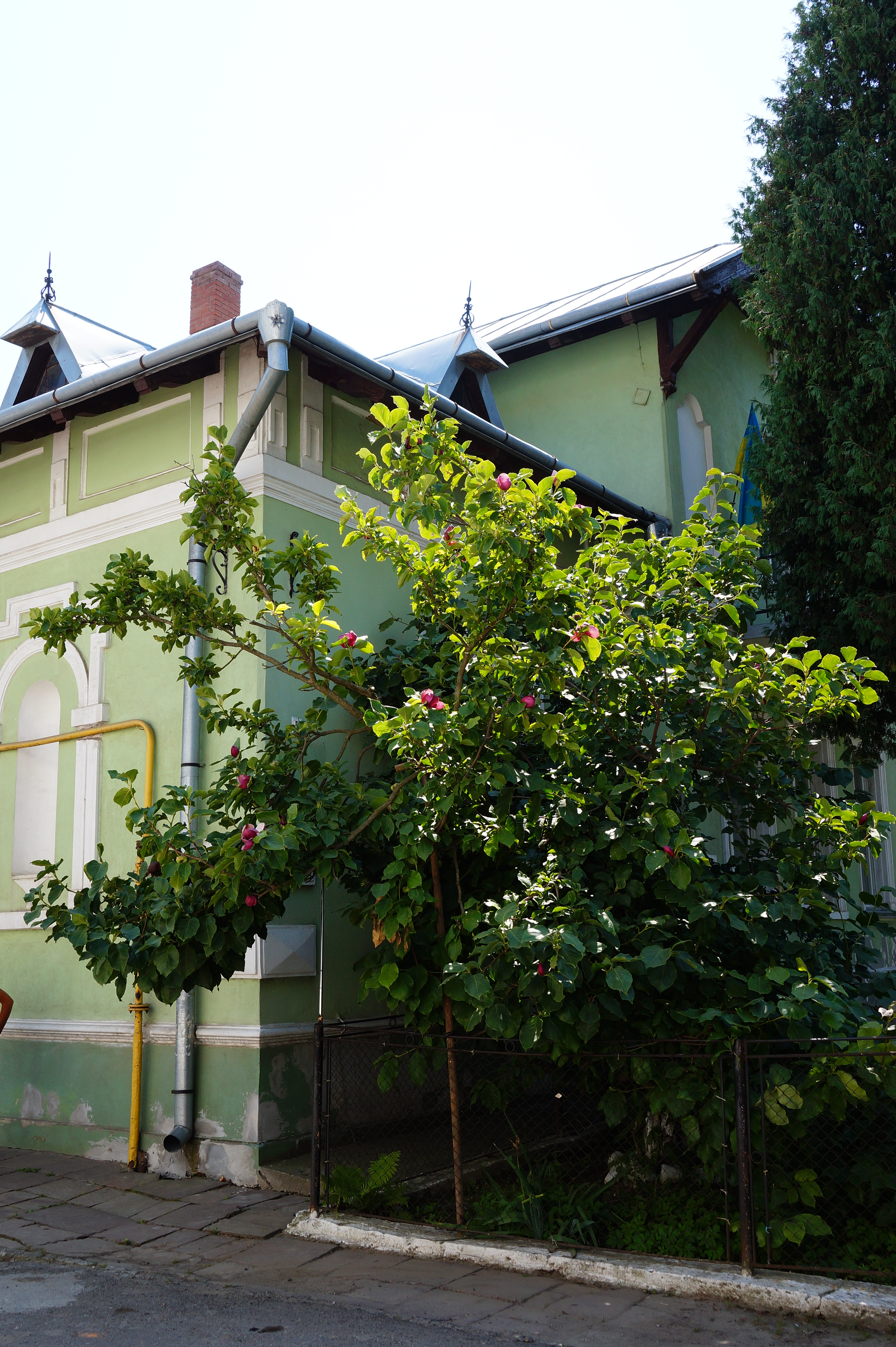
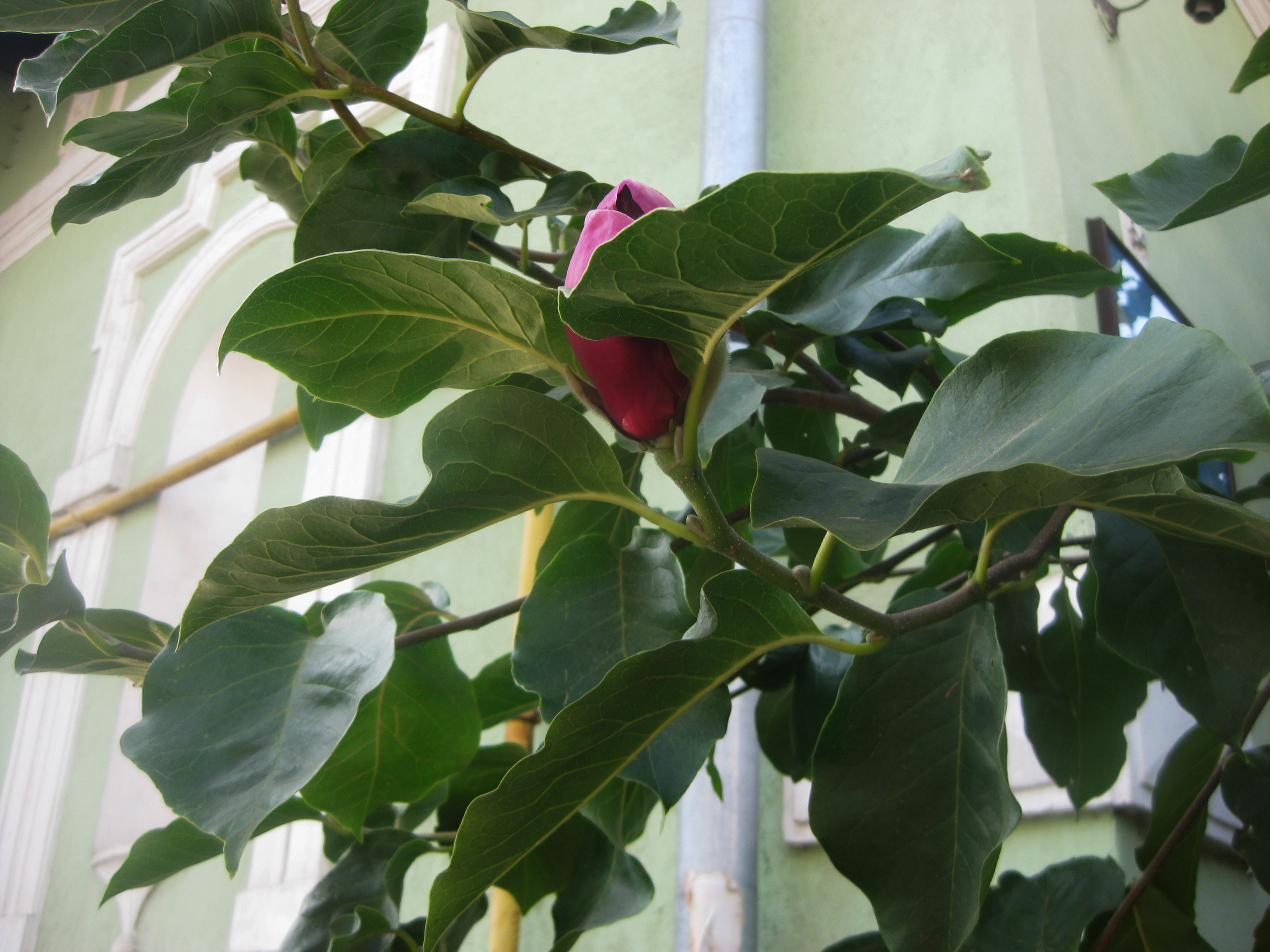
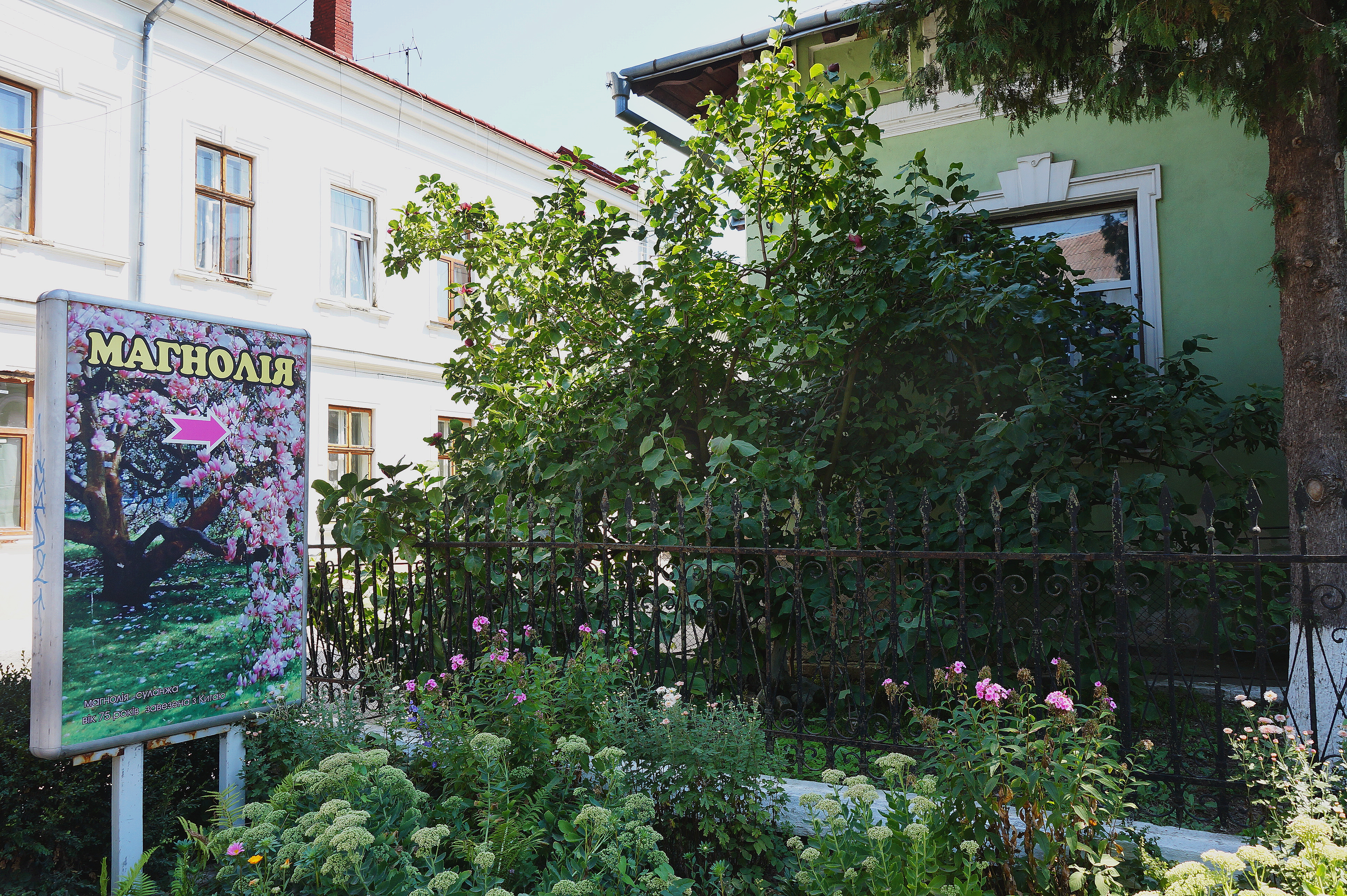
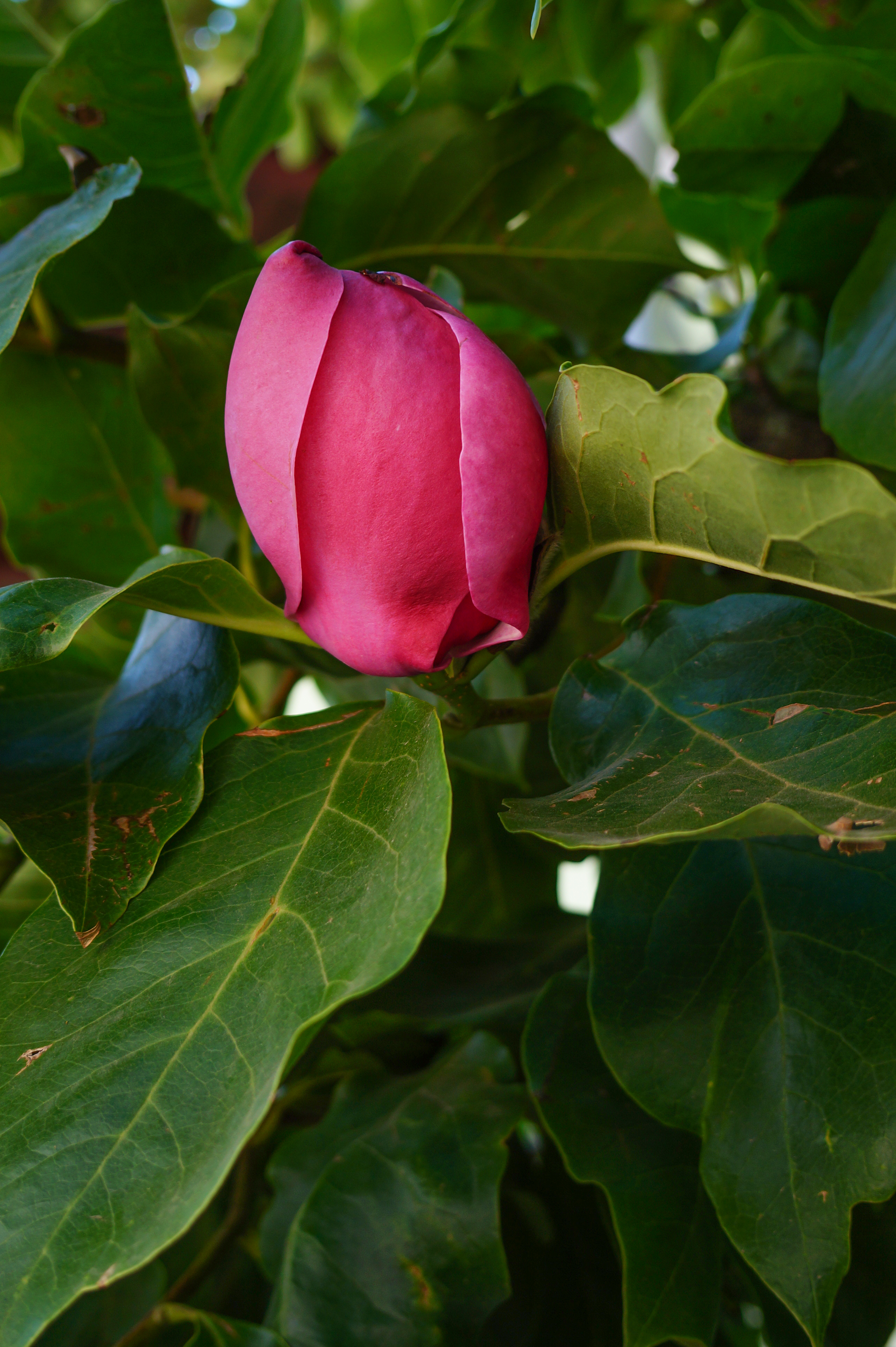